# Pedro Enríquez de Castilla (m. 1366)

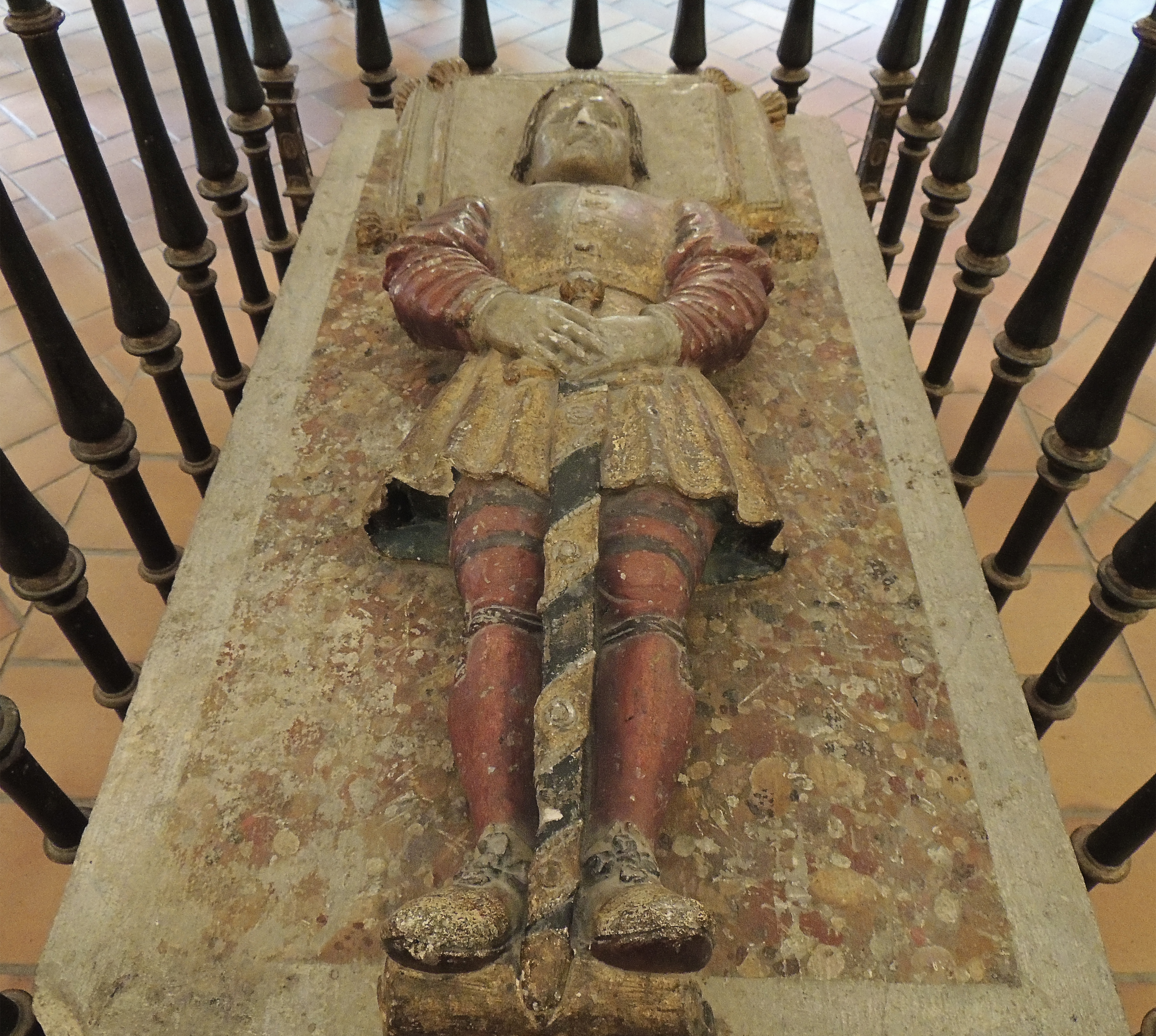
Sepulcro de Pedro Enríquez de Castilla en la catedral de Segovia.

Pedro Enríquez de Castilla (m. Segovia, 22 de julio de 1366) fue un noble castellano, hijo natural del rey Enrique II de Castilla. Aunque en su sepulcro es referido como infante, no tuvo esta condición por no ser fruto de legítimo matrimonio y porque su padre no se lo otorgó en vida a pesar de reconocerlo como hijo.

## Biografía
Se desconoce la fecha y lugar de nacimiento, aunque el análisis de sus restos llevado a cabo en 2020 determinó que tenía entre seis meses y un año y medio en el momento de su muerte. Por tanto, debió nacer entre 1365 y 1366. Tampoco se sabe el nombre de su madre, y la mayor parte de los genealogistas no lo incluyen en la descendencia del rey, aunque este mismo le refiere como tal. Sobre su progenitora, Luis de Salazar y Castro en su obra sobre la Casa de Lara, le hace hijo de la reina Juana Manuel de Villena, hecho que desmiente Enrique Flórez apoyándose en la fundación que hizo el rey tras la muerte del hijo.
El rey, tras derrocar a su hermano Pedro I de Castilla, fue nombrado rey en Calahorra y se aseguró en el Alcázar de Segovia, donde hizo reunir a sus hijos para procurarles mayor protección. Paradójicamente, cuenta la leyenda que su hijo Pedro, estando al cuidado de un ama en la Sala de los Reyes del alcázar, se precipitó por una de las ventanas cayendo al vacío; su cuidadora, ante la posible represalia o asustada por el suceso, se suicidó seguidamente arrojándose por la misma ventana. La historia únicamente recoge que el niño falleció el 22 de julio de 1366, siendo enterrado en la antigua catedral de Segovia, y trasladados sus restos a la actual catedral en el año 1558, donde se conserva su sepulcro de mármol.

## Análisis de los restos
En noviembre de 2019, y en el transcurso de las obras de restauración de la catedral de Segovia, se abrió el sepulcro de Pedro Enríquez. En su interior se halló un cofre que contenía una blusa de seda con botones de tela, un faldón, un cinturón y tres huesos (la tibia derecha y ambos fémures). El análisis de los restos concluyó que se trataba de un niño de entre seis meses y un año y medio, lo que contrasta con los 10-12 años que la leyenda le atribuye o con la escultura de su tumba. Tampoco se encontraron las fracturas esperables tras una caída desde una gran altura, aunque no se descartó que estas pudieran encontrarse en otras partes del esqueleto no halladas.